# Prima J (álbum)
| Críticas profissionais | Críticas profissionais |
| Avaliações da crítica  | Avaliações da crítica  |
| Fonte                  | Avaliação              |
| ---------------------- | ---------------------- |
| Allmusic               | [ 1 ]                  |
| Okayplayer             | (70/100)               |

Prima J é o auto-intitulado álbum de estréia do dueto feminino americano Prima J. O álbum foi lançado em 17 de Junho de 2008. Possui 13 faixas, incluindo os singles "Rock Star", "Nadie (No One)" e "Corazón (You're Not Alone)". O álbum estreou em #172 na Billboard 200 em julho de 2008 e infelizmente ficou nas paradas por uma semana antes de cair fora dos gráficos, embora ele alcançou a posição #6 na Top Heatseekers e permaneceu nesse quadro por 9 semanas.

## Faixas
| N.º | Título                                                                  | Compositor(es)                                                                                              | Duração |  |
| 1.  | "Corazón (You're Not Alone)"                                            | R. Bryant, Jessica Martinez, H. Perez, Stefanie Ridel                                                       | 3:07    |  |
| 2.  | "Leftovers"                                                             | R. Ashley, Jessica Martinez, S. Rivers, E. Williams                                                         | 3:14    |  |
| 3.  | "Tame"                                                                  | J. Crawford, R. Love, A. Peters, James "Jealous J" Scheffer                                                 | 3:49    |  |
| 4.  | "Flip the Script" (faixa bônus no iTunes)                               | Beau Dozier, Stefanie Ridel                                                                                 | 3:41    |  |
| 5.  | "Homework"                                                              | D. Crawford, I. Ferguson, Jessica Martinez, Stefanie Ridel, C. Williams                                     | 3:23    |  |
| 6.  | "Girlfriend"                                                            | J. Smith, T. Thomas, A. Wright                                                                              | 3:09    |  |
| 7.  | "Inside Out"                                                            | A. Collins, Mischke, Stefanie Ridel                                                                         | 3:13    |  |
| 8.  | "Boom"                                                                  | Elena Cager, L. Davis, Rachel DeRougemont, P. Klein, Jessica Martinez, Stefanie Ridel, J.R. Rotem, J. Stone | 3:13    |  |
| 9.  | "Chilosa"                                                               | W. Felder, Jessica Martinez, Stefanie Ridel, Chasity Nwagabara                                              | 2:59    |  |
| 10. | "Nadie (No One)" (versão em espanhol de No One (canção de Alicia Keys)) | Alicia Keys, Dirty Harry, Kerry Brothers, Jr. ; versão Lasette Smith                                        | 3:28    |  |
| 11. | "Infatuated"                                                            | Rock City                                                                                                   | 4:14    |  |
| 12. | "Go Hard"                                                               | Beau Dozier, Jessica Martinez, B. Merrill                                                                   | 3:21    |  |
| 13. | "Rockstar (versão não editada)"                                         | J. Bunton, C. Cole, S. Joseph, M. Simmonds, Rock City                                                       | 3:36    |  |
| 14. | "Corazón (You're Not Alone) (versão em espanhol)"                       | R. Bryant, Jessica Martinez, H. Perez, Stefanie Ridel; versão Lasette Smith                                 | 3:06    |  |
| 15. | "Take It To The Maximum"                                                | T. Mosley, K. Hilson, C. Nelson, J. Que, N. Hill                                                            | 2:56    |  |

## Singles
| Ano  | Single                       | Melhor posição | Melhor posição | Melhor posição          | Álbum   |
| Ano  | Single                       | U.S.           | U.S. Pop       | Hot Dance Singles Sales | Álbum   |
| ---- | ---------------------------- | -------------- | -------------- | ----------------------- | ------- |
| 2007 | "Rockstar"                   | —              | 93             | —                       | Prima J |
| 2007 | "Nadie (No One)"             | —              | —              | 1                       | Prima J |
| 2007 | "Corazón (You're Not Alone)" | 99             | —              | —                       | Prima J |

## Créditos de produção
- Happy Perez – faixa 1
- DJ Lexxu – faixa 2, 6, 7, 10, 13
- Jim Jonsin – faixa 3
- Beau Dozier – faixa 4, 12
- John Frazier Jr. – faixa 5, 11
- J. R. Rotem – faixa 8
- Warren "Oak" Felder – faixa 9
- Timbaland - f
- Danja - faixa 15

## Creditos
- Aaron Ahl- Engenheiro
- Giuliano Bekor - Fotografia
- Anthony Burrise - Ilustrações
- Anthony Caruso - Engenheiro assistente
- Antwoine Collins "T Wizz" - Produtor
- Daniel Crawford - Teclados
- Beau Dozier - Produtor, Produtor Vocal
- Mike "Angry" Eleopoulos - Engenheiro, Acompanhamento Vocal
- Ron Fair- Maestro, Teclados, Produtor, Produtor Executivo, Arranjos de cordas, Produtor Vocal, Maestro de Cordas
- Joe Francis Gonzales - Engenheiro
- Erica Grayson - A&R
- Bernie Grundman - Masterização
- Jorge Hernández - Gerente de pessoal
- Tal Herzberg - Edição Digital Editing
- Mike Hogue - Engenheiro Assistente
- Bruce Johnson - Gerente de pessoal
- Jim Jonsin - Produtor
- Ryan Kennedy - Engenheiro
- Drea LaVelle - Engenheiro
- Rico Love - Vocals
- Peter Mokran - Mixing
- The Movement - Produtor
- O.A.K. - Produtor
- Greg Ogan - Engenheiro
- Dave Pensado - Mixing
- Happy Perez - Produtor
- Stefanie Ridel - Produtor Executivo, Produtor Vocal
- Chad Rober - Engenheiro
- J.R. Rotem - Produtor, Produtor Vocal
- Lasette Smith - Tradução para o Espanhol, Produtor Vocal
- Danny "Mad Scientist" Terry - Produtor, Engenheiro, Produtor Vocal
- Eric Weaver - Assistente Mixing
- Elvis Williams - Produtor
- Andrew Wuepper - Assistente Mixing
- Chasity Nwagabara - Produtor Vocal
- Candice Nelson - Produtor Vocal
- Timbaland - Produtor
- Keri Hilson - Produtor Vocal

## Posições
| Gráfico                        | Posição |
| ------------------------------ | ------- |
| U.S Billboard 200              | 172     |
| U.S. Billboard Top Heatseakers | 6       |